# Place Saint-Fargeau
La place Saint-Fargeau est une voie située dans le quartier Saint-Fargeau du 20e arrondissement de Paris.

## Situation et accès
Cette place, triangulaire, est formée par l'espace compris entre la rue Saint-Fargeau, l'avenue Gambetta et des habitations. 
La place Saint-Fargeau est desservie à proximité par la ligne 3 bis à la station Saint-Fargeau.

## Origine du nom
Elle doit son nom à sa proximité avec la rue éponyme.

## Historique
Cette voie est créée sous sa dénomination actuelle par un arrêté du 20 février 1911 en englobant le passage Fleury.

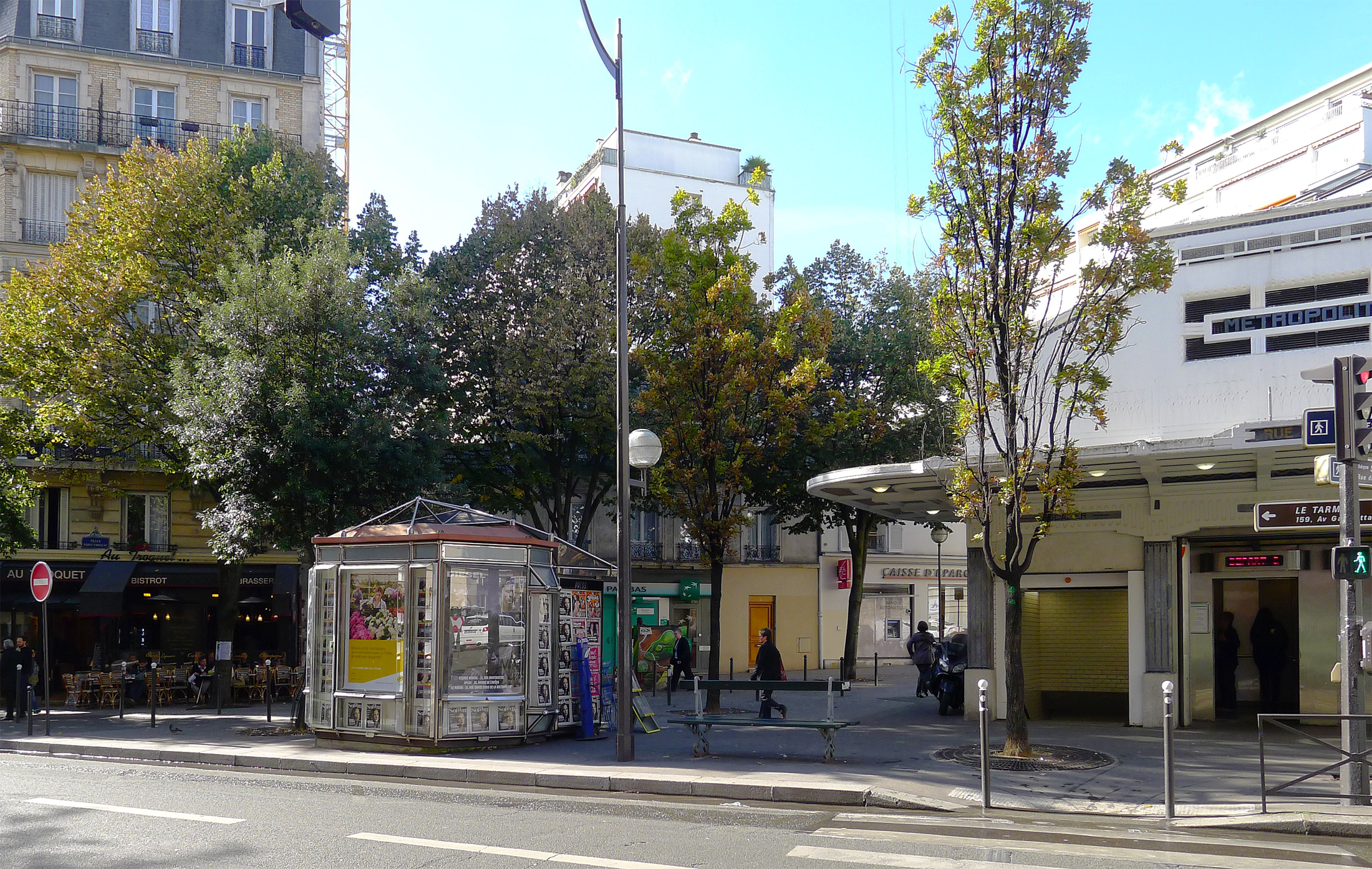
Autre vue de la place avec, à droite, une vue partielle de l'entrée de la station de métro Saint Fargeau.
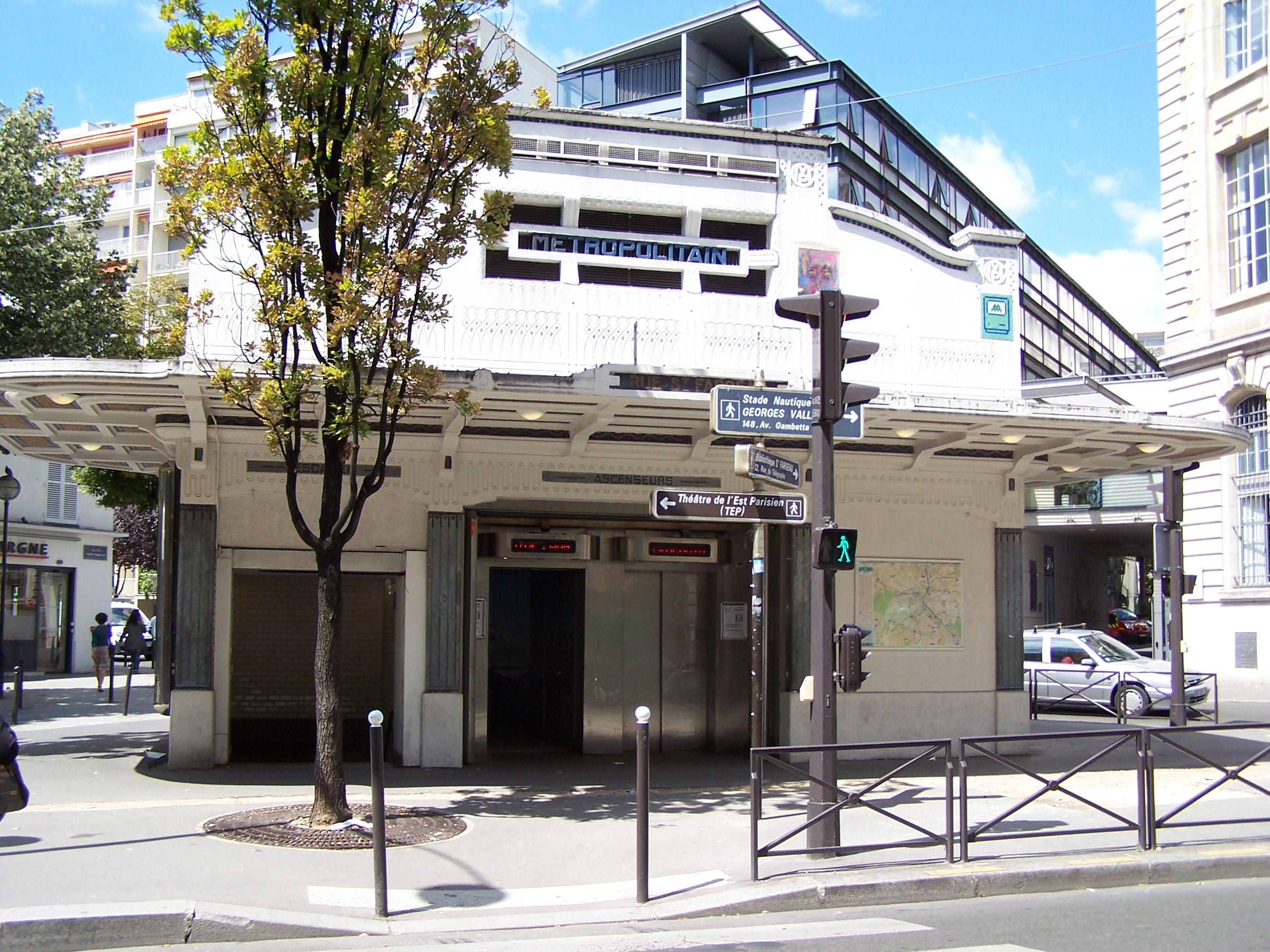
Entrée de la station.

## Bâtiments remarquables et lieux de mémoire
- Le réservoir de Ménilmontant.
- La caserne Saint-Fargeau des sapeurs-pompiers de Paris.